# توين شادو
جورج وليام لويس جونيور (مواليد 30 مارس 1983) ويعرف باسم توين شادو هو مغني من جمهورية الدومينيكان بدأ مسيرته الغنائية منذ عام 2000.

## وصلات خارجية
- توين شادو على موقع IMDb (الإنجليزية)
- توين شادو على موقع ميوزك برينز (الإنجليزية)
- توين شادو على موقع ميوزك برينز (الإنجليزية)
- توين شادو على موقع رولينغ ستون (الإنجليزية)
- توين شادو على موقع أول ميوزيك (الإنجليزية)
- توين شادو على موقع ديسكوغز (الإنجليزية)